# Ali Shariati
Ali Shariati Mazinani (perz.: علی شریعتی مزینانی‎‎; Kahak, 23. studenog  1933. – Southampton, 18. lipnja 1977.), iranski revolucionar i sociolog koji se bavio sociologijom religije. Smatra se jednim od najutjecajnijih iranskih intelektualaca 20. stoljeća Svojevremeno je nazivan ideologom Islamske revolucije.

## Životopis
Ali Shariati je rođen 1933. godine u Kahaku (selo u Mazinanu), predgrađu Sabzevara, koji se nalazi na sjeveroistoku Irana. Članovi obitelji s očeve strane su bili imami. Njegov otac, Muhamed-Taki, bio je učitelj i islamski učenjak, i on je 1947. godine otvorio "Centar za širenje islamskih istina" (Mašhad, Khorasan provincija), društveni islamski forum koji se upleo u pokret za nacionalizaciju nafte 50.-ih godina 20. stoljeća. Shariatijeva majka je porijeklom iz sitne zemljovlasničke porodice iz Sabzevara, malog grada blizu Mašhada.
Kroz godine provedene na Učiteljskom fakultetu u Mašhadu, Shariati je bio u dodiru s mladim ljudima koji su bili iz manje privilegiranih ekonomskih slojeva društva, i prvi put je video siromaštvo i poteškoće koji su postojali u Iranu u tom periodu. Istovremeno, bio je izložen mnogim uticajima Zapadne filozofske i političke misli. Pokušao je da objasni i pruži rješenja za probleme s kojima su se suočavala muslimanska društva kroz tradicionalne islamske principe upletene s razumijevanjem suvremene sociologije i filozofije. Njegovi članci iz tog doba, koje je pisao za mašhadske dnevne novine Khorasan, pokazuju njegov razvijajući eklekticizam i poznavanje ideja suvremenih mislilaca, poput Džemaldina al-Avganija, Muhammad Iqbala, kao i Sigmunda Freuda i Alexis Carrela.
Godine 1952, god. je postao srednjoškolski profesor i osnovao je Udrugu islamskih učenika, što je dovelo do njegovog uhićenja nakon prosvjeda 1953. godine. Kada je zbačen Mohammad Mosaddegh, postao je član Nacionalnog fronta. Diplomirao je na Univerzitetu u Mašhadu 1955. godine. Ponovo je uhićen 1957. od iranske policije, s još 16 članova Nacionalnog pokreta otpora.
Nakon toga, Shariati je uspeo da dobije francusku stipendiju i nastavio postdiplomske studije na Sorbonne u Parizu. Napustio je Pariz nakon dobivanja doktorata iz sociologije 1964. godine na Sorboni. U tom periodu, u Parizu, Shariati je počeo da surađuje s alžirskim Nacionalnim Oslobodilačkim Frontom (FLN) 1959. godine. Sljedeće godine, počeo je da čita Franca Fanona i preveo je antologiju njegovog rada na perzijski jezik. Shariati je uveo Fanonovu misao u krugove iranskih revolucionarnih emigranata. Uhapšen je u Parizu u toku prosvjeda-sjećanja na Patrisa Lumumbu 17. siječnja 1961. godine.
Iste godine se pridružio Ebrahim Yazdiju, Mostafi Chamranu i Sadegu Kutbzadeu u osnivanju iranskog Pokreta slobode u inozemstvu. Nastavio je usavršavanje sociologije i povijesti religije 1962. godine, i pratio je predavanja poznatih orijentalista Luja Masinjonaa, Žaka Berka i sociologa Žorža Gurviča. Također je, iste godine, upoznao filozofa Jean-Paul Sartrea i u Iranu izdao knjigu Džalal Al-e Ahmada "Gharbzadegi".
Vratio se u Iran 1964. gdje je bio uhićen zbog subverzivne političe aktivnosti dok je bio u Francuskoj. Pušten je nakon nekoliko tjedana, poslije čega je počeo da predaje na Sveučilištu u Mašhadu.
Shariati zatim odlazi u Teheran, gdje je počeo držati predavanja na institutu Hoseinija ershad. Predavanja su se pokazala izuzetno popularnim među studentima i širila su se od usta do usta u svim sektorima društva, uključujući srednju i višu klasu, među kojima je interesiranje za njegova učenja počelo izuzetno da raste.
Shariatijejev konstantni uspjeh je ponovo probudio interesiranje vlasti, koje su ga uhitile ponovo, s mnogim njegovim studentima. Rasprostranjeni pritisak populacije i međunarodno negodovanje su konačno doveli do njegovog puštanja na slobodu, nakon 18 mjeseci u samici, 20. ožujka 1975. godine.
Shariatiju je bilo dozvoljeno da napusti državu i da ode u Engleska. Umro je tri tjedna kasnije, u bolnici u Southamptonu, pod "misterioznim okolnostima", iako je u Ali Rahmaniejvoj životopisu zabilježeno da je umro od srčanog udara. Shariati je sahranjen pored Sejujide Zejneb, unuke poslanika Muhameda i kćerke Alija u Damasku, gdje često dolaze iranski hodočasnici. 

## Pogledi na svijet
Shariati je bio istaknuti islamski filozof koji je tvrdio da dobro društvo treba da bude u skladu s islamskim vrijednostima; tvrdio je da bi uloga vlade trebalo da bude da vodi društvo na najbolji mogući način, a ne da upravlja društvom na najbolji mogući način.  On je vjerovao da najučeniji članovi uleme (svećenstva) treba da igraju ulogu u vođenju društva, jer oni najbolje razumiju kako upravljati islamskim sustavom vrijednosti, zasnivanim na učenjima poslanika Muhameda i dvanaest imama.  Tvrdio je da je uloga uleme da vodi društvo u skladu s islamskim vrijednostima kako bi ljudi napredovali do svojih najviših potencijala, a ne da se služe hedonističkim željama individualaca kao na Zapadu.
Shariatijeva djela su bila pod velikim utjecajem ideologizacije Trećeg svijeta s kojom se susreo kao student u Parizu, idejama da bi klasni rat i revolucija doveli do pravičnog besklasnog društva, s jedne strane, a s druge strane, doveli do epistemološkog dekolonijalističkog razmišljanja njegovog vremena. Smatra se da je usvojio ideju Gharbzadegi od Džalal Al-e Ahmada i dao joj najživahniji i najutjecajniji život.
Težio je ka tome da pretvori ove ideje u kulturne simbole šiitskog islama na koje bi Iranci mogli da prihvate. Vjerovao je da šiiti ne bi trebalo samo da čekaju povratak dvanaestog imama, već da aktivno rade ka tome da ubrzaju njegov povratak boreći se za socijalnu pravdu, "čak do točke prihvaćanja mučeništva", govoreći "svaki dan je Ašura, svako mjesto je Karbala". Kad je pisao pisma Fanonu, za razliku od njega, Shariati je verovao da nije istina da se religija mora ostaviti po strani u borbi protiv imperijalizma. Shariati je također vjerovao da ljudi mogu da se bore s imperijalizmom isključivo kroz oporavak svog kulturnog identiteta. U nekim zemljama je takav identitet povezan s vjerskim osnovama. Pozivao se na maksimu povratka sebi.

### Shariati i socijalizam
Čini se da je njegova težnja ka socijalizmu kao ideji počela s prevođenjem knjige s arapskog o Abu Zaru, prvim predstavnikom islamskog socijalizma i suvremenikom poslanika Muhameda. Neki mislioci su čak nazivali Shariatija modernim Abu Zarom u Iranu.
U svim njegovim mislima postoji insistiranje na neophodnost revolucionarne akcije, vjerovao je u to da marksizam Trećem svijetu nije mogao da pruži ideološko sredstvo za vlastitu slobodu. Jedna od njegovih premisa je da je islam po prirodi revolucionarna ideologija. Stoga bi islam mogao biti prihvaćen kao ideologija u suvremenom svijetu. Prema Shariatiju, povijesni i originalni temelj ljudskih problema je u nastanku privatnog vlasništva. Smatra da je, u suvremenom dobu, pojava mašine druga najfundamentalnija promjena čovječanstva. Privatno vlasništvo i pojavu mašine smatra dvjema zaokretima povijesti. Međutim, Shariati kritizira povijesni razvoj religije i suvremenih filozofskih i ideoloških pokreta koji imaju veze i s privatnim vlasništvom i s pojavom mašina.

### Epistemologija
Shariati je razvio ideju društvenih, kulturnih i povijesnih nepredvidivosti vjerskog znanja u sociologiji. Shariati je vjerovao u zemaljsku religiju i u društveni kontekst u kome se tumači značenje društva. Također je naglašavao da religiju razumije povijesno, jer je sociolog. Kao što je sam rekao, bavio se povijesnim i društvenim jedinstvom (tavhid), a ne istinom uzvišene knjige Kurana, ili Muhamedom ili Alijem.

## Filozofija povijesti
Potpuno suprotno od Hegela i njegove filozofije povijesti, Shariati je vjerovao da nije točno da je civiliziran čovjek manje svjestan od današnjih ljudi, ali da postoji razlika među njima. Civiliziran čovjek je mogao da govori o sebi više nego Kosmos i novi ljudi koji su zauzeti stvarnošću i Kosmosom u kojem nema mjesta za njih i za misticizam i religiju. Naravno, on zna za kretanje duše u Hegelovoj filozofiji i povijesti kao u jednom smislu točne.

## Politička filozofija
Prvo kritizira zapadnu liberalnu demokraciju. Ukazuje na to da postoji izravna veza između demokracije, liberalizma i pljačkanja država. Napominje činjenicu da je vladajući ekonomski sistem liberalnih demokracija nepravedan i da kontrira pravima ljudi. On tvrdi da u takvom društvu, netko tko je slab je već izložen porazu i uništenju. Postoje osnove Sharijatove misli na kritike o liberalnoj demokraciji. Prva osnova je vezana za kontrast između religijskog i nereligijskog pogleda na svijet. On objašnjava povijest, društvo i čovjeka prema monoteističkom pogledu na svijet. Predstavlja liberalizam kao nešto s nejednakošću i diskriminacijom. Shariati vjeruje da se vlada Imama Alija može smatrati kao najbolji oblik demokracije. Tu demokraciju je nazvao Demokracija posvećenosti. Čini se kao da Shariati ne priznaje definiciju demokracije baziranu na objašnjenima zapada, iako on nema problem s demokracijom. Prema njegovim riječima, religijska vlada je pravo muslimanskih građana što se demokracije tiče. On vjeruje da je jedan od osnovnih problema zapadne demokracije demagogija. Danas su glasovi birača usmjereni na posebne kanale uz pomoć reklamnih instrumenata. Tvrdi da je zapadna demokracija bazirana na zlatu, okrutnosti i prevarama.

### Demokracija posvećenosti
Da bi bolje objasnio demokraciju posvećenosti, on prvo pravi razliku između dva koncepta. Jedan od njih je sijasat (ar.) a drugi je politika. Sijasat je filozofija koju sprovodi koja preuzima odgovornost za promjene društva koje još ne postoji. U stvari, sijasat je progresivna i dinamična stvar. Cilj vlade u filozofiji sijasata je da promjeni socijalne temelje, institucije i čak sve norme društva, konkretno, kulturu, moralnost, želje itd. Sijasat želi da učini ljude da postoje. U suprotnom, nema pravljenja politike. Drugim riječima, politika ne čini ljude. Naravno, Sharijatiju se više dopada sijasat jer je progresivniji. Smatra je građenjem čovjeka. Njegova utopija se sastoji od tri koncepta: gnosis, jednakost i sloboda. Demokracija posvećenosti se pojavila u njegovom predavanju na Hosejnija ershad institutu. Prema njegovom mišljenju, Imam je onaj koji želi da vodi ljude ne samo u političkim, socijalnim i ekonomskim dimenzijama, već u svim dimenzijama postojanja. On vjeruje da je Imam živ svuda i uvijek. S jedne strane, imamet nije metafizičko vjerovanje, već filozofija vođenja revolucije. Dodao je da Imam mora da vodi ljude ne prema svojoj požudi, već po islamskoj ideologiji i autentičnim vrijednostima.

## Sociologija
Budući da je bio poznat među učenjacima i religijskim misliocima, za njega su govorili da je prihvaćao racionalnost Zapada. Shariati je bio upoznat s teorijskim osnovama zapadne civilizacije i nazivao ih je s tajadod (modernizacija). Naglašavao je prihvaćanje civilizacije i kritizirao je modernizaciju. Shvaćao je značaj empirijske znanosti i znanja. Cijenio je empirijsku metodologiju. Također je kritizirao tradicionalizam zbog zanemarivanja znanstvene metodologije. S druge strane, kritizirao je moderniste zbog toga što su miješali zapadne ideološke teorije s validnom znanstvenom epistemologijom. Prema njegovim riječima, znanje razuma je očigledno. Stoga je predložio da se na razum gleda kao na aksiom za shvaćanje drugih izvora, konkretno Svete Knjige, tj. Kurana, tradicije, životopisa imama. Također je negirao konsenzus kao način dogovora u stvarima vjere. Insistirao je na konceptima znanja i vremena uz pomoć Kurana i tradicije. Zbog toga je istakao važnu ulogu metodologije i promjenu točke gledišta. Vjerovao je da ne postoji poseban predložak analize socijalnih pitanja i povijesnih događaja. Smatrao je da ne postoji jedinstvo religije i društva, već da postoje brojne religije i društva. Kritizirao je zapadne ideologije kao što su nacionalizam, liberalizam i marksizam. On tvrdi da ne postoji usuglašenost između zapadne ideologije i iranskog društva. Prema njegovom mišljenju, demokracija nije suglasna s revolucionarnom evolucijom i napretkom. Jedna od njegovih kritika je negiranje duhovnosti u zapadnoj ideologiji. U stvari, te ideologije pokušavaju da zaustave ljude da dostignu transcendentne ciljeve i bilo kakvo evolutivno kretanje. Jako oštro je kritizirao kapitalizam. Nasuprot tome, divio se socijalizmu zbog toga što navodi ljude ka evoluciji i oslobađanju od utilitarizma. Oštro je kritizirao Karla Marxa. Prema Shariatijevu mišljenju Marx je smatrao da je ekonomija temelj društva, a Shariati je smatrao da je čovjek njegov temelj.

## Moderna problematika
Prema Shariatovom mišljenju, povijest čovjeka se sastoji iz dvije faze: faza kolektiviteta i faza privatnog vlasništva. On objašnjava da je prva faza zapravo faza kolektiviteta koja se bavi socijalnom jednakošću i duhovnim jedinstvom. Ali druga faza, u koju spada naše doba, se može smatrati dominacijom nad mnogima od jednog. Druga faza počinje s pojavom privatnog vlasništva. Postoji više tipova privatnog vlasništva u ljudskoj povijest kao što su: robovlasništvo, feudalizam i kapitalizam. Prema društvenoj svojini, svi materijalni i duhovni resursi su dostupni svima. Ali monopol je obuzeo ljudsko društvo. Prema Shariatovom mišljenju je upravo privatno vlasništvo uzrok svih modernih problema. Opterećenost monopolom se manifestirala kroz povijest u različitim oblicima. Shariati je smatrao da je strojizam (zavisnost od strojeva) posljednja faza privatnog vlasništva. Strojizam je počeo u 19 stoljeću i ljudi se suočavaju s mnogim problemima proisteklim iz strojizma.

## Drugi o Shariatiju
Postoji mnogo pristalica i protivnika Sharijatovih pogleda na svijet. Mora se obratiti pažnja na činjenicu da stavovi Sharijatija iz ranih dana Islamske republike Iran, nisu ono što su mu pripisivale neke revolucionarne skupine. Shariati je bio dovljno poznata ličnost. Prema riječima Alija Hameneija, Shariati je imao i pozitivne i negativne osobine. On je smatrao da nije fer da se Shariati smatra nekim tko je bio u oštrim nesuglasicama s islamskom ulemom. Jedna od pozitivnih osobina Sharijatija je bila ta što je objašnjavao pojam progresije prostim i odgovarajućim jezikom za svoju generaciju. Shariati ne samo da nije bio protivnik uleme (svećenstva), već je vjerovao u namjere i njihove tendencije. Neki učenjaci, poput Elizabete F. Tomson, pokušali su da uvide neke sličnosti između Sharijatija i njegove uloge u Islamskoj revoluciji u Iranu i Sayyida Quṭba u Egiptu. Jedna od sličnosti je da su obojica popločali put do neizbježne revolucije u Iranu i Egiptu. Obojica su imala želju da dominira islamska kultura. Obojica su voljeli revolucionaran pristup vladajućim vrijednostima i normama. Za njih je islam treća opcija, s američkim i ruskim obrascima. Istovremeno, oni nisu bili potpuno utopijski nastrojeni, nego su dijelom bili islamisti. Razlika između njih je da je Shariati bio među ljevicom, a Qutb među konzervativcima. Prema mišljenju Teleganija, Shariati je bio mislilac koji je pokrenuo školu revolucije. Škola je navodila mlade da revolucionarno djeluju. Beheshti tvrdi da je Shariatov rad glavni razlog islamske revolucije. Prema mišljenju Hamida Enajata, Shariati ne samo da je bio teoretičar, nego i pristalica islamskog radikalizma. On je vjerovao da se Shariati može smatrati osnivačem islamskog socijalizma. Stoga Enajat smatra da je Shariati netko tko je mnogo voljen i popularan u islamskom radikalizmu i socijalizmu. Naklonost mladih prema Shariatiju je bila veća nego prema bilo kom drugom islamskom intelektualcu.
Prema mišljenju Hamida Elgara, Shariati je bio najbitniji ideolog islamske revolucije.

## Djela
- Hajj (Hodočašće)
- Hubut in Kavir (Pad u Kaviru)
- Guftuguhaye Tanha’i
- Marksizam i ostale zapadnjačke zablude: Islamska kritika
- Odakle da počnemo?
- Misija slobodnog mislioca
- Slobodan Čovjek i sloboda Čovjeka
- Vađenje i usavršavanje kulturalnih resursa
- Mučeništvo (knjiga)
- Ali
- Pristup za razumijevanje islama
- Vizija Poslanika Muhameda
- Pogled na sutrašnju povijest
- Refleksije čovječanstva
- Manifestacija samoobnove i reformacije
- Selekcija i/ili izbori
- Novruz, Deklaracija iranskog življenja, vječnosti
- Očekivanja od muslimanskih žena
- Horr (Bitka kod Karbale)
- Kavir (Pustinja)
- Abu-Dahr
- Crveni šijja islam protiv crnog šijja islama
- Džihad i šahadat
- Refleksije zabrinutog muslimana na neprilike ugnjetenih naroda
- Poruka prosvećenim misliocima
- Umjetnost koja čeka Spasitelja
- Fatima je Fatima
- Filozofija preklinjanja
- Religija protiv religije
- Čovjek i islam
- Ustani i svjedoči
- Lekcije o islamologiji
- Ali je sam
- Zajednica i rukovodstvo
- Mi i Ikbal
- Povijesni determinizam
- Što uraditi?
- Zadatak inteligencije za rekonstrukciju društva

## Vanjske poveznice
- Biography and publications
- 'Ali Shari'ati: Between Marx and the Infinite' A review essay of Ali Rahnema's biography of Shari'ati with an extensive discussion on the philosopher's political significance  Arhivirana inačica izvorne stranice od 20. prosinca 2016. (Wayback Machine) by Nathan Coombs
- Humanity and the People Power: A Tribute to Dr. Ali Shariati by Dr. Mohammad Omar Farooq
- 'Ali Shari'ati: Islamic Fundamentalist, Marxist Ideologist and Sufi Mystic by David Zeidan
- Critical Religious Reason: Ali Shari'ati on Religion, Philosophy and Emancipation by Abbas Manoochehri
- The forgotten revolutionary: Ali Shariati by Lawrence Reza Ershaghi